# Mouvement jeune révolution
Le Mouvement jeune révolution, ou MJR, était un groupe d'extrême droite français de tendance nationale-révolutionnaire, créé en décembre 1966 par l'aile catholique de l'OAS Métro-Jeunes, au premier rang desquels Nicolas Kayanakis, Jean Caunes et Gérard Bouchet, et d'anciens partisans de Jean-Louis Tixier-Vignancour, comme Jean-Pierre Stirbois et Christian Baeckeroot,,. 

## Historique
Les effectifs du MJR sont limités : Le Monde dénombre au maximum quelques centaines d'adhérents, surtout situés en région parisienne,. Le mouvement organise des séminaires et des camps-écoles pour former ses jeunes militants, et se tourne vers l'activisme à la fin de son histoire. Semi-clandestin, le groupe s'oppose au racisme biologique prôné par Europe-Action et se tient à distance d'Ordre nouveau, principal groupe d'extrême droite en France à l'époque,.  
En 1968, l'association France/Sud Vietnam créée par Roger Holeindre en 1964 devient le Front uni de soutien au Sud Vietnam et regroupe Occident, le MJR, le Rassemblement européen pour la liberté et l'Association des combattants pour l'union française. Le groupe est également le correspondant français d'Aginter Press, agence de presse anticommuniste et proche des mouvements néofascistes.  
Marqué par le catholicisme social et le courant résistancialiste de l'OAS, le groupe « gauchise » son discours après mai 1968. Il met alors de plus en plus en avant ses liens avec l'Union des solidaristes russes, un mouvement d'émigrés Russes blancs. En 1969, le MJR lance un Front de libération de l'Europe de l'Est avec le NTS et se rapproche des Italiens d'Europa Civiltà.  
Le MJR se présente dès lors comme solidariste : il s'agit de la première incarnation de ce courant qui connaîtra un certain succès au sein de l'extrême droite française dans les années 1970. Il revendique également comme références idéologiques Charles Maurras et Hyacinthe Dubreuil.
En 1970, le militant du MJR Olivier Morize est arrêté à Moscou pour avoir distribué des tracts contre le communisme.
Le MJR se réclame du capitaine Pierre Sergent, alors dans la clandestinité. Mais ce dernier, une fois amnistié, se montre peu attiré par la fonction de leader du solidarisme auquel on le destinait et préconise la dissolution du groupe, ce à quoi Kayanakis s'oppose. L'orientation solidariste adoptée par le MJR le pousse en 1970 à se rebaptiser AS-MJR (AS signifiant Action solidariste). Le groupe s'oriente de plus en plus vers un « européisme » antiaméricain. Se voulant à la fois opposé au « système » et antifasciste, le MJR reprend néanmoins un slogan de Jacques Doriot, « ni droite ni gauche, en avant ! »,. 
L'organe de presse du MJR était Jeune Révolution.

## Transformation en Mouvement solidariste français et scission d'Action nationaliste
En 1971, le MJR cède la place au Mouvement solidariste français,. De son côté, Jean-Gilles Malliarakis adopte une position fermement antisioniste et préfère créer son propre mouvement, l'Action nationaliste, en emportant avec lui la majorité des militants MJR de région parisienne. 